# Charlotte von Schéele
Johanna Sofia Charlotta (Charlotte) von Schéele, född 17 augusti 1840 i Filipstad, död 14 april 1929 i Göteborg, var en svensk organist, sångpedagog och konstnär.
Hon var dotter till överintendenten Frans von Schéele och Maria Elisabeth Lundqvist och syster till konstnären Augusta Ekman samt brorsdotter till konstnären Carl von Schéele.  
von Schéele arbetade som organist i Filipstad och Norrköping och som musiklärare i Gävle, Norrköping och vid Kjellbergska flickskolan i Göteborg 1873–1898. 
Som konstnär återgav hon över 800 av Sveriges vilda blommor och omkring 150 av Trädgårdsföreningens exotiska växter, där 83 växtbilder gavs ut i de tre häftena Till folkskolornas och skollovskoloniernas tjänst 1906–1907 i naturlig storlek med text av henne själv.
Hon utgav även en sångbok för högre flickskolor.